# Luis de Granada

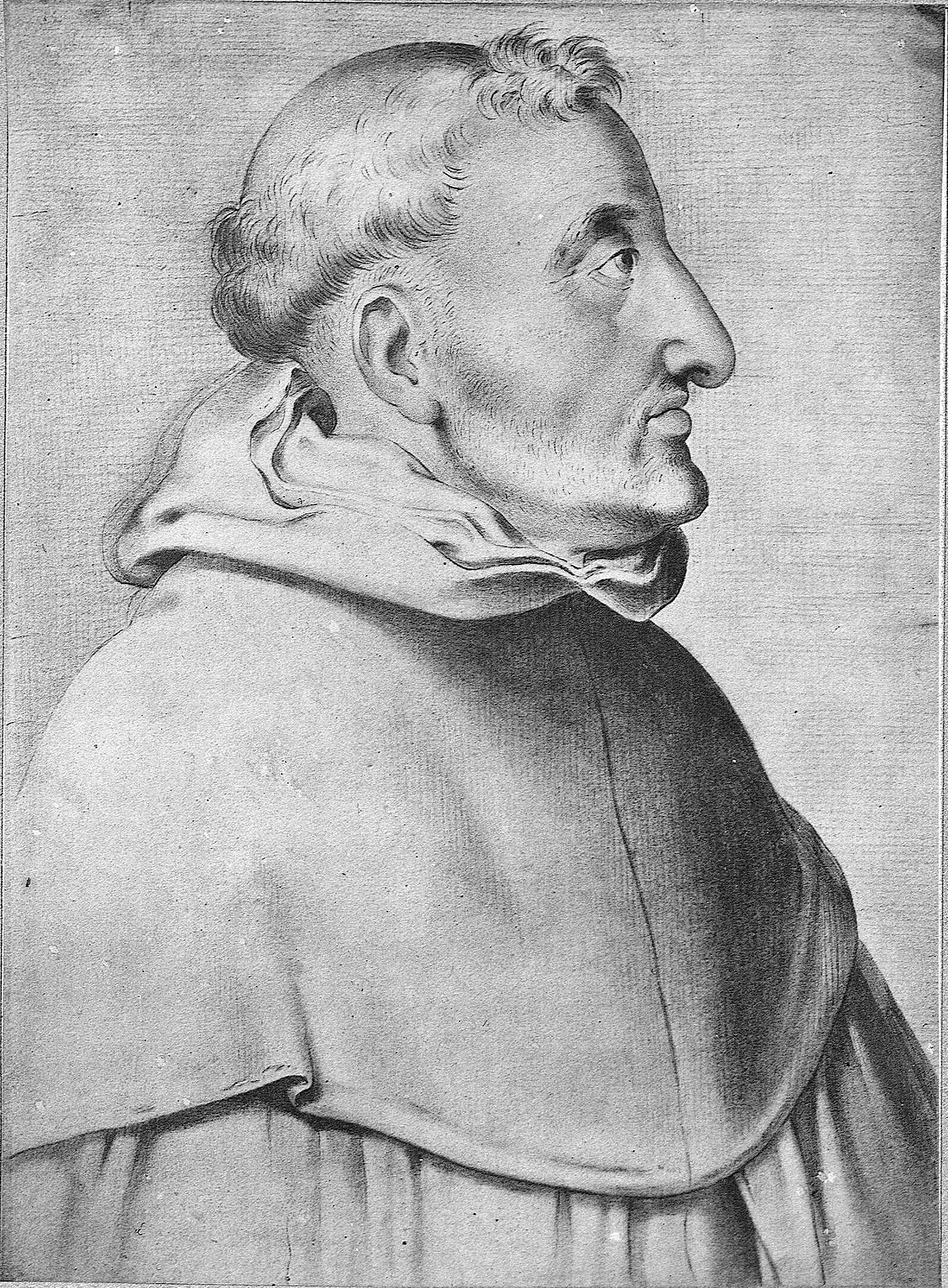
Fray Luis de Granada (1599), Francisco Pacheco del Río

Fray Luis de Granada (* 1504 in Granada; † 31. Dezember 1588 in Portogallo bei Lissabon; in deutschsprachigen Ausgaben seiner Werke oft als Ludwig von Granada bezeichnet; eigentlich Luis de Sarria) war ein spanischer Mystiker, Priester aus dem Dominikanerorden und geistlicher Schriftsteller.

## Leben
Als Sohn armer Eltern wurde Luis de Granada 1524 in Granada Dominikaner. Nach 1544 predigte er zehn Jahre lang in Córdoba. 1557 übernahm er die Führung der portugiesischen Ordensprovinz und wurde geistlicher Begleiter der Königin Johanna von Spanien (1535–1573). Luis schrieb viele Werke über Askese und Meditation; seine bedeutendsten Bücher waren De la oración („Über das Gebet“, 1533) und Guia de pecadores („Lenkerin der Sünder“, 1555). Dieses Werk wurde von der Inquisition untersucht, doch ließ man dann den Verdacht fallen, dass Luis’ Ideen denen der Alumbrados glichen. Papst Gregor XIII. schrieb an Luis de Granada: „So Viele deine Schriften mit Nutzen gelesen haben, so viele Söhne hast du Christo erzeugt und ihnen eine weit höhere Wohlthat erwiesen, als wenn du Blinden das Gesicht und Todten das Leben von Gott erfleht hättest.“ (abgedruckt am Beginn der Lenkerin der Sünder, deutsche Ausgabe 1843) Luis hatte großen Einfluss auf die geistliche Literatur des späten 16. Jahrhunderts. Seine Werke wurden bis ins 20. Jahrhundert auch immer wieder auf Deutsch herausgegeben.

## Zitate
„Das Gebet ist eine Erhebung der Seele über sich selbst und alles Erschaffene, eine Einigung mit Gott und eine Versenkung in die Tiefe der unermeßlichen Süße und in das Meer der göttlichen Liebe. Das Gebet ist der Ausgang der Seele, um Gott zu empfangen, wenn Er zu ihr kömmt. Sie zieht Ihn zu sich wie einen Nachbar: sie nimmt Ihn bei sich als in seinem Tempel in die Herberge auf. Dort besitzt sie Ihn, liebt Ihn und genießt Seiner. Das Gebet ist die Stellung seiner Seele in Gottes Gegenwart, und die Versetzung Gottes in die Gegenwart der Seele, indem Er die Seele ansieht mit den Augen der Barmherzigkeit, und diese Gott anschaut mit den Augen der Demuth. Dieses Anschauen hat größere Kraft und Fruchtbarkeit, als der Anblick aller Sterne und Planeten des Himmels.“

„Das Gebet ist […] der klarste Spiegel, worin man Gott erkennt; man erkennt auch den Menschen darin mit allen seinen Mängeln, Unvollkommenheiten und Armseligkeiten. Das Gebet ist eine tägliche Übung vieler Tugenden, eine Abtödtung der sinnlichen Begierden, eine Brunnquelle jedes guten Vorsatzes und jedes guten Verlangens.“

## Werke (Auswahl)
- Die Lenkerin der Sünder, dt. Ausgabe von 1843 in der Google-Buchsuche
- Andächtige Betrachtungen über das Leben unseres göttlichen Herrn und Heilandes Jesu Christi, dt. Ausgabe von 1826 in der Google-Buchsuche
- Einkehr in Gott auf den Wegen des geistlichen Lebens, dt. Ausgabe 1838 in der Google-Buchsuche
- Die guten Werke der katholischen Kirche: Beten, Fasten, Almosengeben, dt. Ausgabe 1839 in der Google-Buchsuche
- Des Sünders geistlicher Belaitsman, Mehr Der geistlich Kempffer; ins Deutsche übersetzt durch Adam Walasser, Dillingen 1574 in der Google-Buchsuche